# Япония на зимних Олимпийских играх 2006
Япония на зимних Олимпийских играх 2006 года в Турине (Италия) была представлена 110 спортсменами в 6 видах спорта. Знаменосцем сборной на церемонии открытия Игр стал чемпион мира 2005 года конькобежец Дзёдзи Като. По итогам соревнований японские спортсмены смогли завоевать только одну медаль. Олимпийской чемпионкой в женском одиночном катании стала Сидзука Аракава. По количеству медалей Игры в Турине стали для сборной Японии худшими с 1988 года.